# 자라크어족
자라크어족(영어: Jarrakan languages, Djeragan languages)은 오스트레일리아 북부의 원주민 언어들이 이루는 작은 어족이다. 어족의 이름은 키자어로 ‘사람’을 뜻하는 단어인 ‘jarrak’에서 따왔다.
자라크어족에는 다음 세 개의 언어가 속한다.
- 키자어 (화자 약 160명)
- 미리웅어파
  - 미리웅어 (화자 약 150명)
  - 가지라벵어 (화자 3-4명)

자라크어족은 키자어로만 이루어진 키자어파(Kijic)와, 미리웅어와 가지라벵어로 이루어진 미리웅어파(Miriwoongic)라는 두 갈래로 나뉜다. Dixon (2002)에서는 미리웅어파를 하나의 언어로 취급한다.
둘붕어가 자라크어족에 속할 가능성이 있지만, 둘붕어가 사멸했고 자료가 너무 부족하기 때문에 확실하지는 않다.

## 참고 문헌
- McGregor, William (2004). 《The Languages of the Kimberley, Western Australia》. London, New York: Taylor & Francis. 40쪽.